# Hersilia furcata
Espèce
Hersilia furcata est une espèce d'araignées aranéomorphes de la famille des Hersiliidae.

## Distribution
Cette espèce est endémique du Katanga au Congo-Kinshasa,.

## Description
Le mâle mesure 6,0 mm et la femelle de 7,63 à 8,25 mm.

## Publication originale
- Foord & Dippenaar-Schoeman, 2006 : A revision of the Afrotropical species of Hersilia Audouin (Araneae: Hersiliidae). Zootaxa, no 1347, p. 1-92.